# Czesław Pobóg-Prusinowski

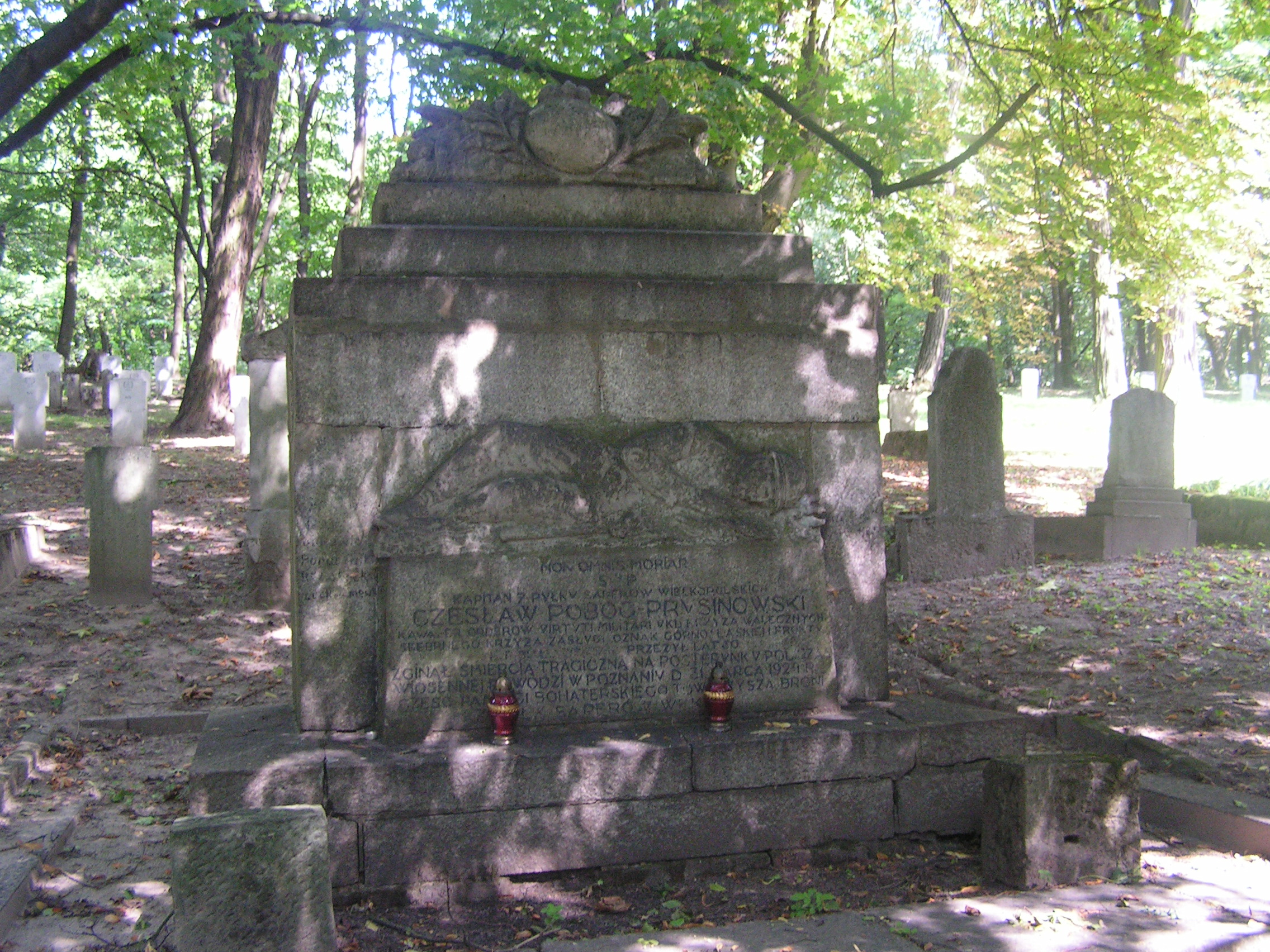
Grób Czesława Pobóg-Prusinowskiego

Czesław Pobóg-Prusinowski, ps. „Auerbach” (ur. 16 października 1893 w Rudczannach, zm. 31 marca 1924 w Poznaniu) – kapitan saperów Wojska Polskiego, działacz niepodległościowy, kawaler Orderu Virtuti Militari.

## Życiorys
Urodził się 16 października 1893 w Rudczannach, w ówczesnych Prusach Wschodnich, w rodzinie Zygmunta, znanego przemysłowca z Kruszwicy i Elżbiety z Gradowskich. Po ukończeniu gimnazjum w Inowrocławiu kontynuował naukę w szkole budowlanej w Poznaniu.
W czasie I wojny światowej został wcielony do Armii Cesarstwa Niemieckiego (1914–1918). Walczył na froncie zachodnim początkowo jako artylerzysta, a następnie obserwator lotniczy i saper. Awansował na podporucznika. Był jednym z organizatorów i uczestników powstania wielkopolskiego w Kruszwicy. Od stycznia 1919 przydzielony do I batalionu saperów wielkopolskich jako dowódca 1 kompanii. W lutym 1919 roku jako szef sztabu Grupy generała Konarzewskiego wziął udział w walkach o Lwów. Następnie od 27 lipca 1920 dowodził kompanią XIV Batalionu Saperów na wojnie z Ukraińcami i bolszewikami. Wyróżnił się 14 sierpnia 1920 roku w walce pod Okuniewem prowadzonej w ramach Bitwy Warszawskiej.
„Według przełożonych był wzorem żołnierza-rycerza, zachowującego zimną krew i utrzymującego porządek w szeregach /.../ 13 VIII t.r. w rejonie wsi Okuniewo jako dowódca batalionu przyczynił się do odparcia natarcia bolszewików i umożliwił przegrupowanie 21 pp”. Za tę postawę został odznaczony Orderem Virtuti Militari.
Od grudnia 1920 do stycznia 1921 pełnił obowiązki dowódcy XXIII batalionu saperów w Poznaniu.
Od lutego 1921 działał na terenie Górnego Śląska. W trakcie III powstania jako dowódca grupy destrukcyjnej „UE”, a następnie dowódca grupy fortyfikacyjno-operacyjnej „Wschód”.
Po zakończeniu działań wojennych odbył roczne przeszkolenie wojskowo-techniczne w Kościuszkowskim Obozie Szkolnym Saperów w Warszawie. 3 maja 1922 został zweryfikowany w stopniu kapitana ze starszeństwem z dniem 1 czerwca 1919 i 81. lokatą w korpusie oficerów inżynierii i saperów. Jego oddziałem macierzystym był wówczas 1 pułk saperów w Wilnie. W listopadzie 1922 został zatwierdzony na stanowisku dowódcy XVII batalionu saperów w Poznaniu. W 1923 objął dowództwo XIV batalionu saperów w Poznaniu i jednocześnie pełnił funkcję referenta technicznego 14 Dywizji Piechoty.
Utonął 31 marca 1924 w Poznaniu w czasie działań przeciwpowodziowych na rzece Warta. Msza żałobna odbyła się w poniedziałek 7 kwietnia 1924 o godz. 17.00 w kościele garnizonowym w Poznaniu. Zwłoki kapitana Prusinowskiego zostały odnalezione w środę 16 kwietnia 1924 w odległości około 200 m od miejsca, w którym utonął. Pochowany następnego dnia na Cmentarzu Garnizonowym w Poznaniu (kwatera 5, miejsce 328). Kondukt maszerował z kaplicy Szpitala Okręgowego Nr 7. „Trumnę, pokrytą licznymi wieńcami umieszczono na pontonie, zaraz za nią prowadzono konia śp. kapitana Prusinowskiego”. W ceremonii pogrzebowej wziął udział między innymi prezydent Poznania Cyryl Ratajski. Pomnik nagrobny na cmentarzu ufundowali żołnierze 7 pułku Saperów Wielkopolskich.
Był kawalerem.

## Ordery i odznaczenia
- Krzyż Srebrny Orderu Wojskowego Virtuti Militari nr 8178[2][3][13]
- Krzyż Niepodległości – pośmiertnie 6 czerwca 1931 „za pracę w dziele odzyskania niepodległości”[14]
- Krzyż Walecznych nr 1920[15][3]
- Srebrny Krzyż Zasługi – pośmiertnie 30 grudnia 1924 „za pełną poświęcenia i z narażeniem życia niesioną pomoc w czasie powodzi wiosennej w 1924 roku”[16][17][3]
- Krzyż Obrony Lwowa
- Odznaka Pamiątkowa Frontu Litewsko-Białoruskiego